# Walhalla-Theater (Berlin)

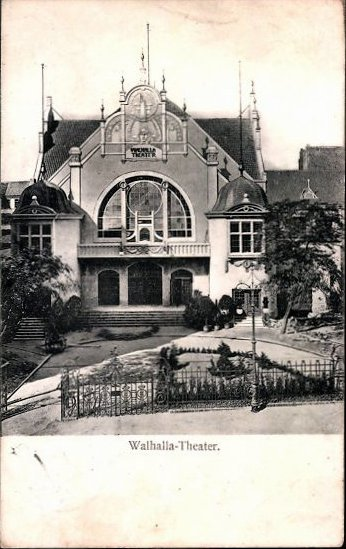
Walhalla-Theater Postkarte von 1903

Das Walhalla war ein Theater im Weinbergsweg 19 in Berlin-Mitte.

## Geschichte

### Circus-Theater und Nationaltheater
1852 entstand hier das Berliner Circus-Theater. Schon drei Jahre nach der Eröffnung wurde das Theater wieder geschlossen, um später als Konzert- und Tanzsaal wieder eröffnet zu werden. Das Besondere an diesem ‚Circus-Theater‘ war, dass es außerhalb der feinen Gesellschaft in Berlin einen ersten Versuch wagte, ein Volkstheater einzurichten, dem sollten bald weitere folgen.
An gleicher Stelle wurde 1870 das Nationaltheater erbaut, das – insbesondere im Zeitraum 1871 bis 1881 – unter den Direktoren Friedrich Gumtau, Robert Buchholz und Ernst Carl Ferdinand von Hell durch ein anspruchsvolles literarisches Programm (Klassikeraufführungen als auch Werke zeitgenössischer Autoren) hervortrat. Am 4. April 1883 wurde dieses Theater durch einen Brand zerstört.

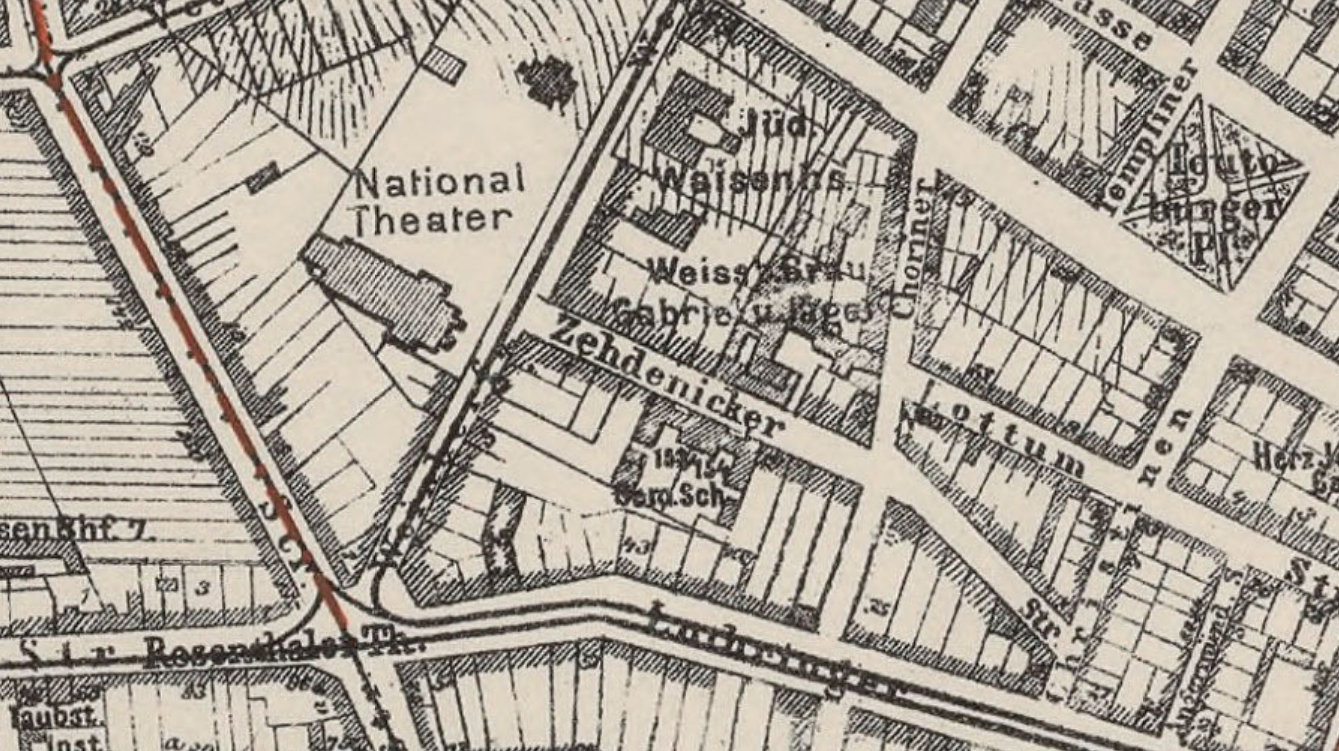
Standort des Walhalla-Theaters Berlin am Weinbergspark, Situationsplan von Berlin, Sineck 1905

1904 war das Theater als Opernbühne unter dem Namen "Nationaltheater am Weinsbergsweg" bekannt und ging 1905 an Direktor Richard Schultz des Berliner Metropol-Theaters, der jetzt "vornehmlich die leichtere Spielgattung pflegte". 

### Walhalla-Theater
1906 übernahm Paul Saitmacher das Theater, der zuvor als Direktor des Grazer Varieté Orpheum tätig war. Das nun als Varieté-Theater umgestaltete Walhalla präsentierte am 1. September des gleichen Jahres seine Eröffnungsvorstellung, bei der 12 verschiedene Künstler und Künstlertruppen auftraten. Saitmacher verließ Berlin bereits 1907 und übernahm das Reichshallen-Theater in Kiel. Von 1914 bis 1919 hatte Bernhard Rose das Walhalla-Theater am Weinbergsweg gepachtet, das neben seinem Rose-Theater in der Frankfurter Allee von ihm geleitet wurde.
Das ‚Walhalla Varieté-Theater‘ wurde ausgebaut und fasste schließlich 1550 Personen.

### Carows Lachbühne
Im angeschlossenen Tunnel eröffnete Erich Carow dann 1927 ‚Carows Lachbühne‘, die als Besucher neben anderen 1931 sogar Charlie Chaplin begrüßen konnte.
Im Zweiten Weltkrieg wurde das Haus zerstört.